# دهه ۹۳۰ (پیش از میلاد)
دهه ۹۳۰ (پیش از میلاد) ۹۳مین دهه قبل از مبدا شروع تقویم میلادی است.